# Армяно-китайские отношения
Армяно-китайские отношения — дипломатические отношения между Арменией и Китаем. Первые упоминания об армяно-китайских контактах можно найти в трудах историка V века Мовсеса Хоренаци и географа и математика VI века Анания Ширакаци. Китайская Народная Республика официально признала Республику Армения 27 декабря 1991 года. Дипломатические отношения между Арменией и Китайской Народной Республикой были установлены 6 апреля 1992 года. Посольство Китая в Армении было открыто в июле 1992 года, а посольство Армении в Китае начало свою деятельность 10 августа 1996 года.
Посол Армении в Китае проживает в посольстве в Пекине.
Президенты Армении Левон Тер-Петросян и Роберт Кочарян посещали КНР в мае 1996 года и сентябре 2004 года. Президент Серж Саргсян находился в Китае в мае 2010 года для участия в церемонии открытия «Всемирной выставки 2010». Визиты на высоком уровне из Китая в Армению включали членов Постоянного комитета Политбюро Коммунистической партии Китая Ло Ганя в сентябре 2003 года и Ли Чанчуня в апреле 2011 года.

## История
Первые отношения между армянским и китайским народами можно проследить примерно до 1000 года нашей эры. На китайском языке «Армения» произносится как «Я-мэй-ни-я». Эти четыре символа буквально означают «красивая девушка Азии». В армянских легендах и сказках Китай называют страной Ченеса, Чинумачина или Чинастана. Некоторые древнеармянские литературные произведения имеют следы икон китайской культуры. Например, в армянской Библии есть рисунки цилиня, фэнхуана и дхармачакры.
Армяне приезжали в Китай для торговли и импортировали шелк, фарфор, нефрит, вышитые ткани и другие товары, чтобы вернуть их в Армению через Шелковый путь. В Китае был большой спрос на армянские лекарства, овощи, минеральные краски и насекомых, особенно на армянский кошениль, который использовался для окрашивания лучших китайских и индийских шелков.
Свидетельством тому являются китайский фарфор и селадонит, обнаруженные при археологических раскопках в армянских городах Гарни, Двин, Ани и крепость Амберд. раннесредневековой армяно-китайской экономической торговли.